# Iglesia de San Tito (Heraclión)
La iglesia de San Tito (en griego, Άγιος Τίτος) es una iglesia ortodoxa en la ciudad de Heraclión (Creta, Grecia). Está dedicada a san Tito, patrono de la isla. 
El santuario original de San Tito se encontraba en Gortina, la antigua capital de Creta, donde el santo había tenido su sede episcopal y donde se conservaron sus reliquias hasta la ruina de la ciudad y el traslado de la capital a Heraclión durante la dominación árabe en 828.
Tras la expulsión de los árabes en el siglo X, en la ubicación de la iglesia actual se erigió un templo bizantino consagrado a san Tito, donde se alojaron sus reliquias procedentes de Gortina, así como la Panagia Mesopanditissa (Virgen Mediadora), un ícono muy venerado. Tras la caída de Heraclión ante los otomanos en 1669, las reliquias fueron trasladadas a Venecia, donde aún permanece la mayoría. La Mesopanditissa, en particular, se encuentra en la basílica de Santa María de la Salud. La antigua iglesia bizantina de San Tito fue transformada en un sitio de culto islámico y fue conocida como mezquita del Vizir. Este edificio fue destruido por el terremoto de 1856.
El edificio actual fue construido en 1869 como mezquita otomana por el arquitecto griego Athanasios Moussis, el mismo que diseñó la catedral de San Menas. Tuvo esa función hasta la década de 1920, cuando los musulmanes cretenses fueron exiliados a Turquía. Se demolió el minarete y la mezquita fue transformada en iglesia cristiana. Desde 1966 la iglesia alberga el relicario de San Tito en el sitio del antiguo mihrab.

## Galería

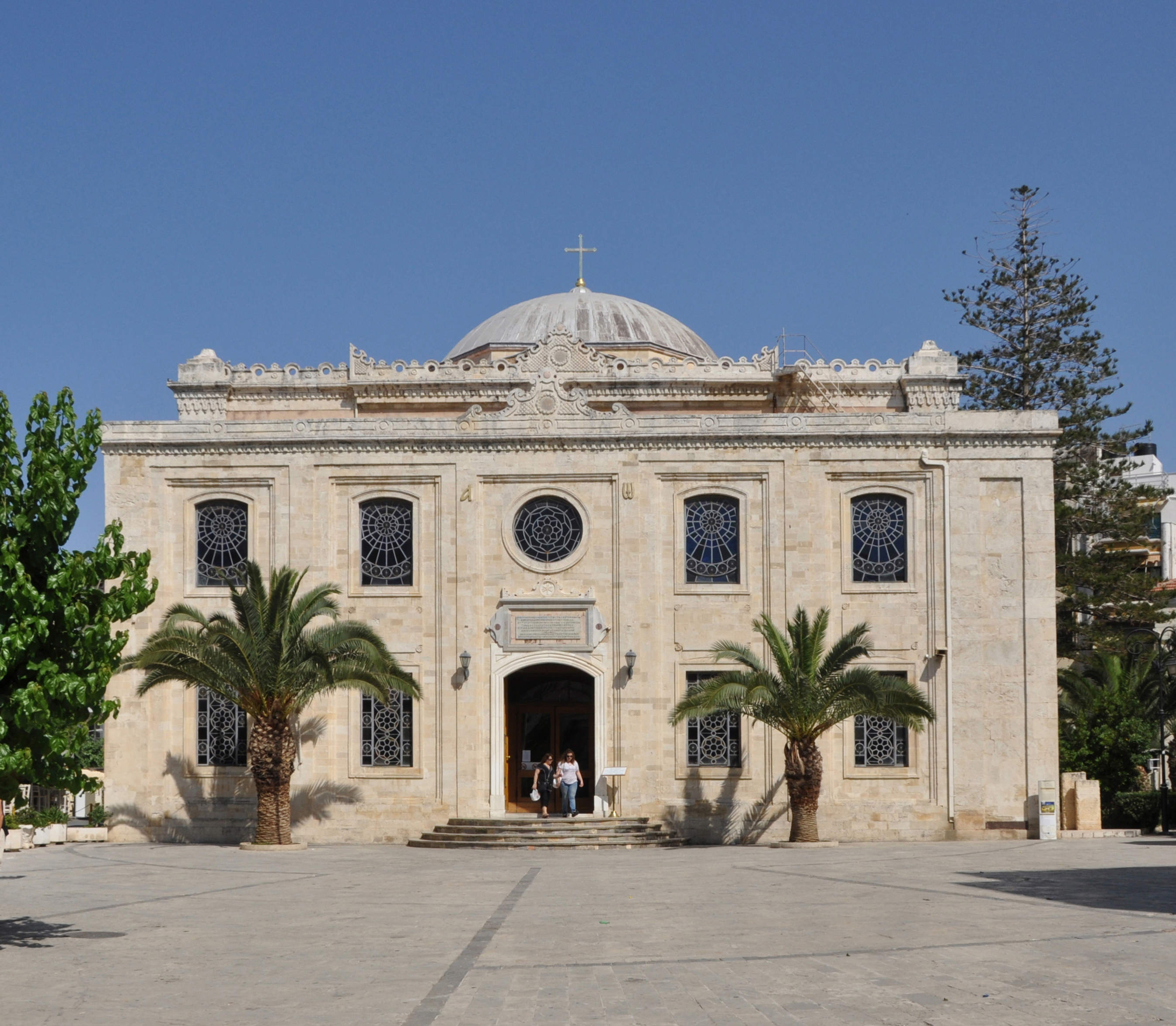
Fachada principal
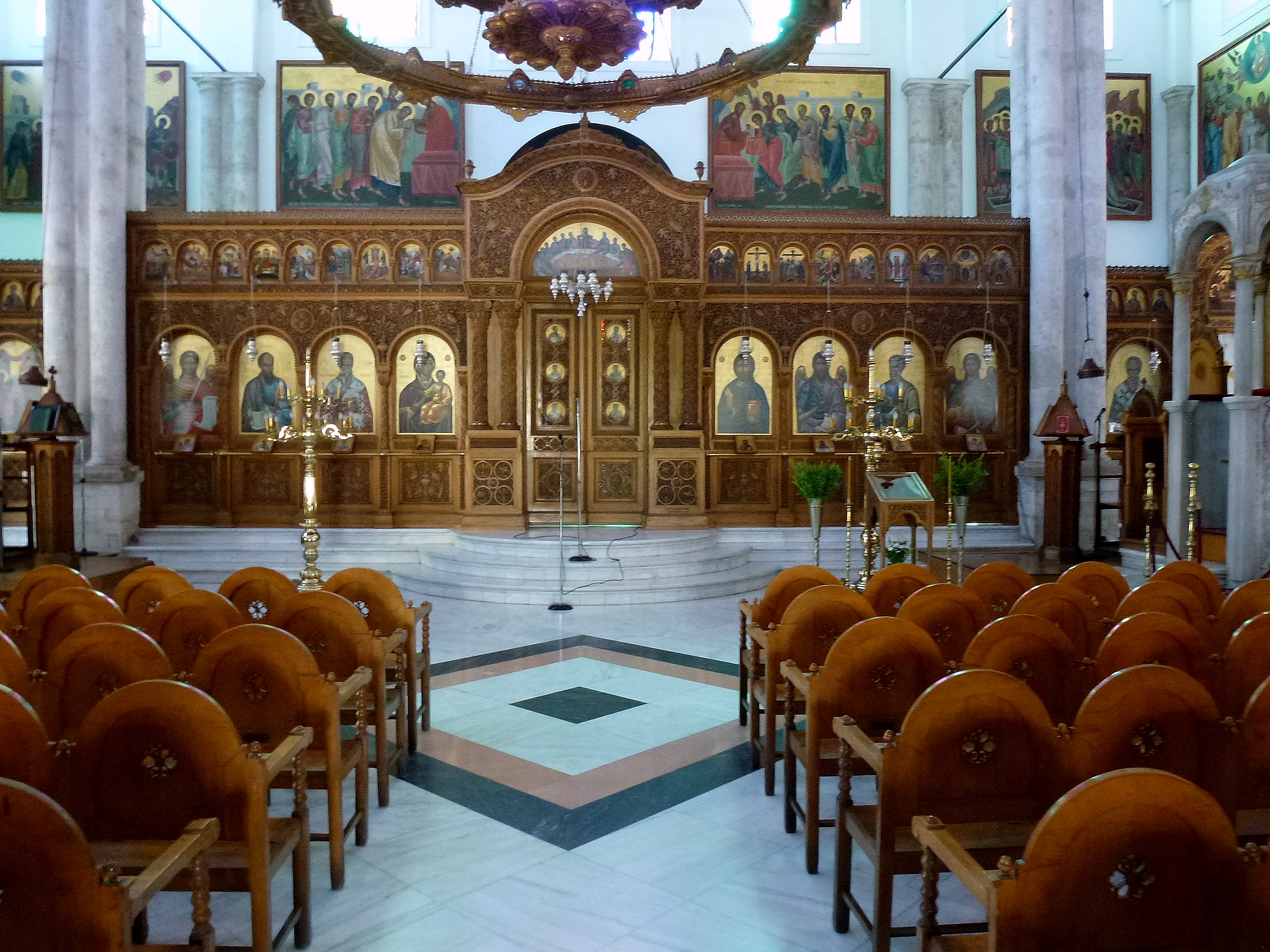
Iconostasio
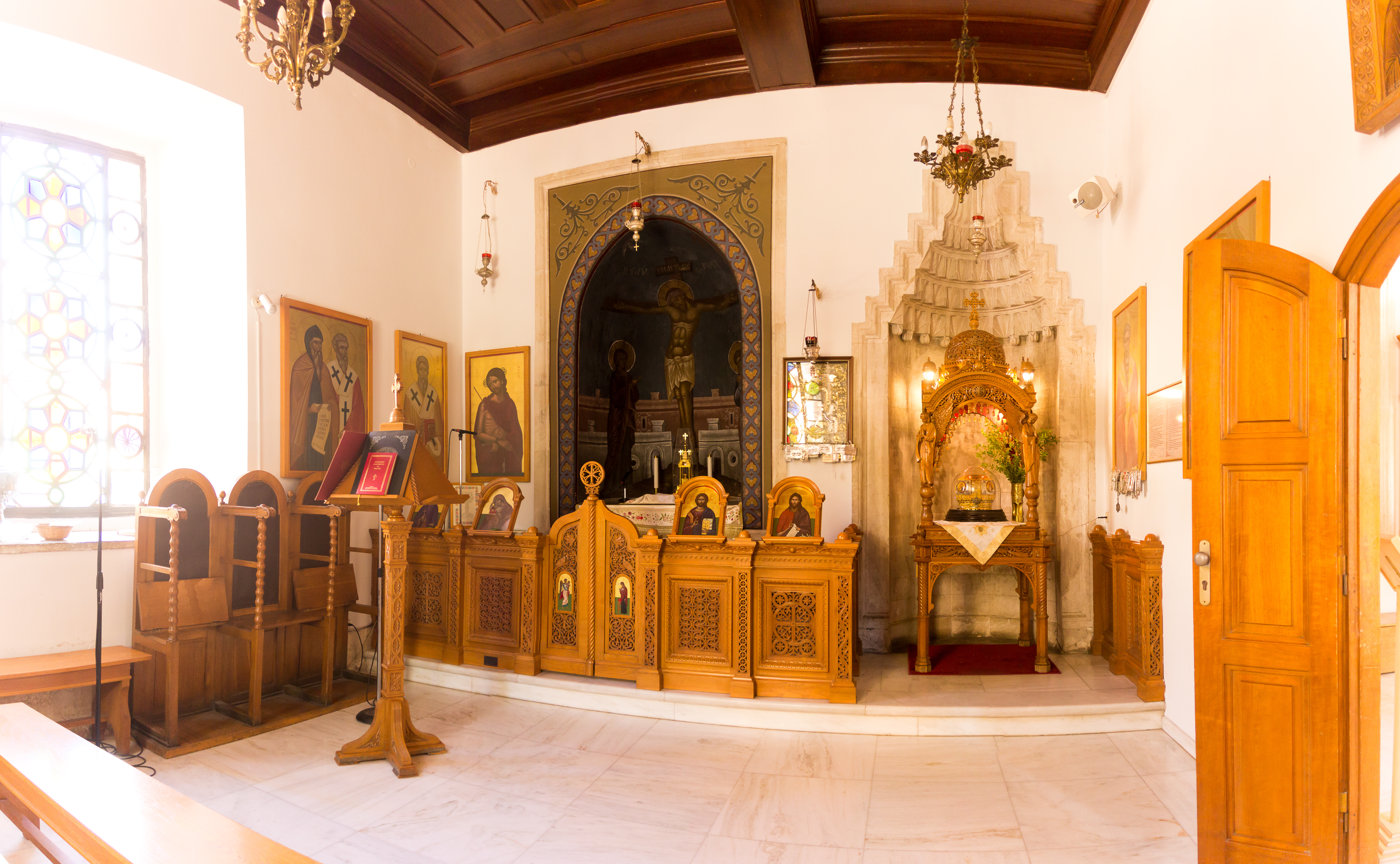
Mihrab y relicario de San Tito
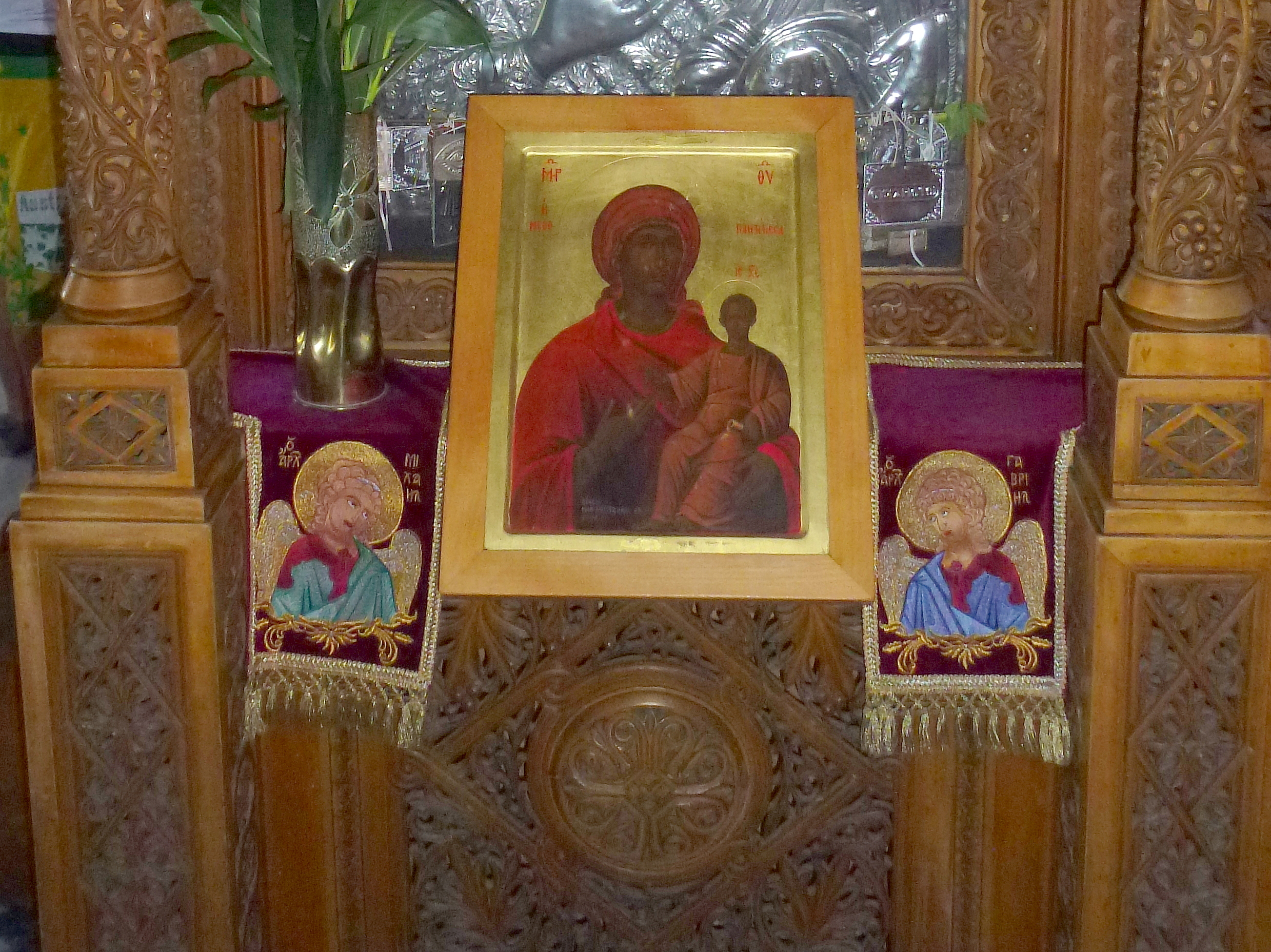
Réplica de la Panagia Mesopanditissa